# Hujowa Górka

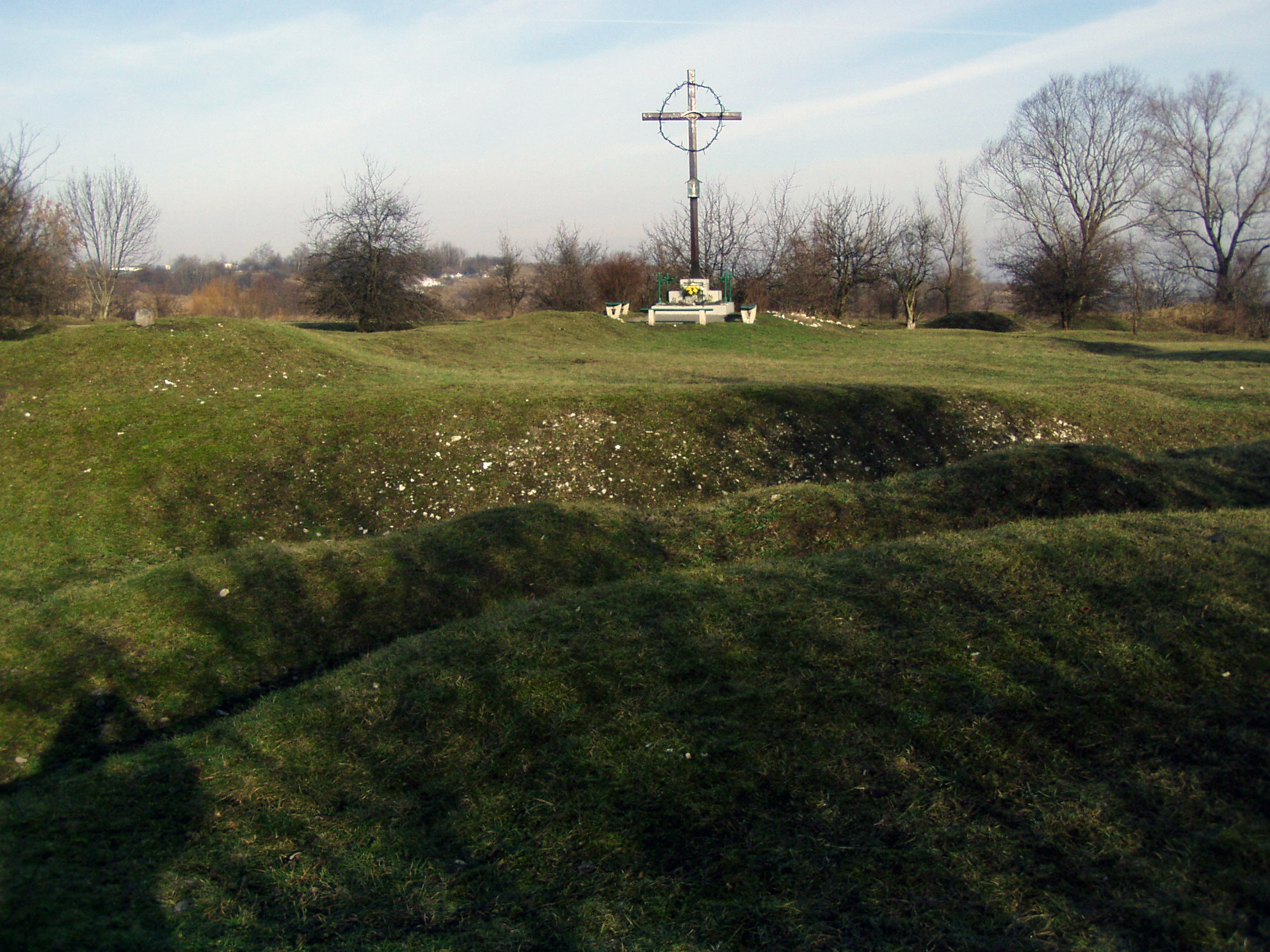
Hujowa Górka obecnie

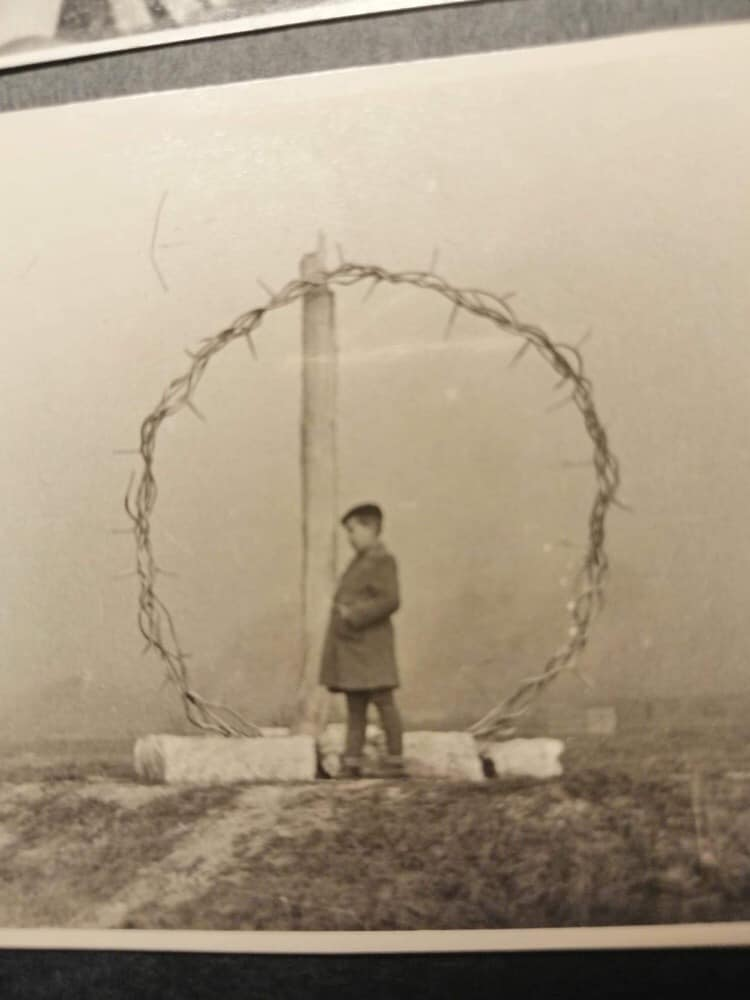
Hujowa Górka w latach 50.

Hujowa Górka (także: Chujowa Górka, Hujarowa Górka, Kozia Górka, H-Górka) – miejsce na terenie byłego niemieckiego obozu koncentracyjnego Płaszów w Krakowie, w którym od września 1943 dokonywano egzekucji więźniów obozu oraz więźniów z Montelupich i aresztów. Wśród ofiar zdecydowanie przeważali Żydzi; incydentalnie rozstrzeliwano tam również Polaków i przedstawicieli innych narodowości. Największe nasilenie egzekucji miało miejsce wiosną 1944.
Hujowa Górka była położona na niewielkim wzniesieniu Górek Płaszowskich, w tym miejscu znajdował się dawny szaniec polowy FS-21 wzniesiony przez Austriaków w II połowie XIX wieku, gdy wokół Krakowa powstawał system fortyfikacji. Używany był w okresie I wojny światowej. Sama Górka, jako miejsce egzekucji, była właściwie dołem, o wymiarach 6 m szerokości, 50 m obwodu i głębokości 5 m.

## Egzekucje
Kraków został zajęty przez Wehrmacht 6 września 1939, a już 10 września 1939 w tym miejscu Niemcy dokonali pierwszej zbiorowej egzekucji Polaków. Pod murem Podgórskiego nowego cmentarza żydowskiego rozstrzelanych zostało wtedy 13 krakowian. Zabito 11 znanych z nazwiska mężczyzn oraz 2 nieznanych. Dla upamiętnienia powstał w tym miejscu Pomnik Martyrologii. Kolejne egzekucje – transport Żydów z getta w Bochni – odbyły się pod koniec sierpnia lub na początku września 1943. Oprócz więźniów płaszowskiego obozu oraz więźniów budynku przy Montelupich, zabijano tu także Żydów używających fałszywych dokumentów, poświadczających aryjskie pochodzenie. Egzekucje przeprowadzano niemalże codziennie do połowy lutego 1944. Ofiary rozstrzeliwano grupami, były one uprzednio zmuszane do rozebrania się. Ciała układano warstwami, naprzemiennie (głowa–nogi), po czym zasypywano warstwą ziemi i kamieni. Gdy rów został całkowicie wypełniony, na dotychczasowym miejscu egzekucji wzniesiono baraki obozu przejściowego (Bekleidungslager), a od 15 lutego 1944 egzekucje przeprowadzano na drugim szańcu. Nowe miejsce straceń położone było 300 metrów na zachód. Był to szaniec FS-22 nazywany „Cipowym Dołkiem” lub „C-dołkiem”. Dzisiaj w tym miejscu stoją pomniki.
Nowe miejsce straceń znajdowało się w polu widzenia więźniów pracujących w obozowych warsztatach. Początkowo starano się uniemożliwiać więźniom obserwację egzekucji, później jednak nie zwracano już na to uwagi. Ciała rozstrzelanych były palone na miejscu przez specjalną grupę więźniów. W okresie sierpień – wrzesień 1944 na Cipowym Dołku rozstrzeliwano grupy Żydów przywiezionych w transportach ze Słowacji i Węgier, w znacznej części ujętych podczas likwidacji powstania na Słowacji. Egzekucji dokonywali najczęściej SS-mani z Montelupich, pod kierownictwem SS-manna Hujara, a czasami samego Amona Götha, który dokonywał także selekcji więźniów, decydując tym samym o ich życiu bądź śmierci. Wyjątkowy i incydentalny charakter miały rozstrzelania ofiar niebędących pochodzenia żydowskiego, głównie Polaków. Wiadomo o rozstrzelaniu w tym miejscu niemieckich żołnierzy, przypuszczalnie dezerterów. Według Hermana Ladnera, liczbę ofiar można szacować na ok. 10 tys., w tym 7 tys. więźniów obozu i ok. 3 tys. przewiezionych z Montelupich i innych miejsc. Najostrożniejsze szacunki podają liczbę 5–6 tys. zamordowanych. Podczas procesu Götha przed Najwyższym Trybunałem Narodowym sąd, w obliczu sprzecznych zeznań świadków, oszacował liczbę ofiar na 8 tysięcy.

## Próba ukrycia zbrodni
Latem 1944, w związku ze zbliżaniem się do obozu linii frontu, rozpoczęto przygotowania do jego ewakuacji. Wyższy Dowódca SS i Policji, Wilhelm Koppe, zarządził otwarcie masowych grobów i spalenie ciał pomordowanych. Do nadzorowania pracy przy ekshumacji oraz układania zwłok w stosy i ich paleniu Göth wyznaczył w charakterze kapo Niemców skazanych za przestępstwa kryminalne, w tym o charakterze seksualnym, natomiast do kierowania przebiegiem akcji SS-Hauptscharführera Landstrofera. Podczas ekshumacji dochodziło do przypadków profanowania zwłok, wyrywano z nich także złote zęby, jeśli przeoczono je przed egzekucją. Akcja ta trwała dwa miesiące. Zwłoki wydobywano praktycznie bez przerwy, a palono zawsze w godzinach porannych. Więźniowie pracujący przy ekshumacji i paleniu zwłok otrzymywali dodatkowe racje żywnościowe oraz przydział wódki. Byli to Żydzi z Ausgrabenkommando. Ogółem wydobyto i spalono kilka tysięcy zwłok, a 17 wozów ludzkich popiołów rozsypano na terenie całego obozu.

## Pochodzenie nazwy
Nazwa miejsca nawiązuje do nazwiska SS-manna Alberta Hujara, który kierował egzekucjami. Być może wyraża również stosunek więźniów obozu do świata, niereagującego na dokonywane tu zbrodnie mimo wiedzy o nich. Według wspomnień sióstr Heli i Janki Weiss, które przeżyły płaszowski obóz, wulgaryzmy i żarty z okrucieństw mających miejsce w obozie były jednymi ze sposobów radzenia sobie psychicznie z obozowymi realiami.

## Pomniki
Na miejscu straceń mieszkańcy w latach pięćdziesiątych XX w. ustawili pomnik. Obecnie jest to krzyż, którego skrzyżowanie ramion opleciono wiązką drutu kolczastego. Renowacja pomnika miała miejsce w roku 2020.

## Hujowa Górka w filmie
Wydarzenia mające miejsce na Hujowej Górce zostały przedstawione również w filmie Stevena Spielberga Lista Schindlera.